# 舊柳博夫尼亞區

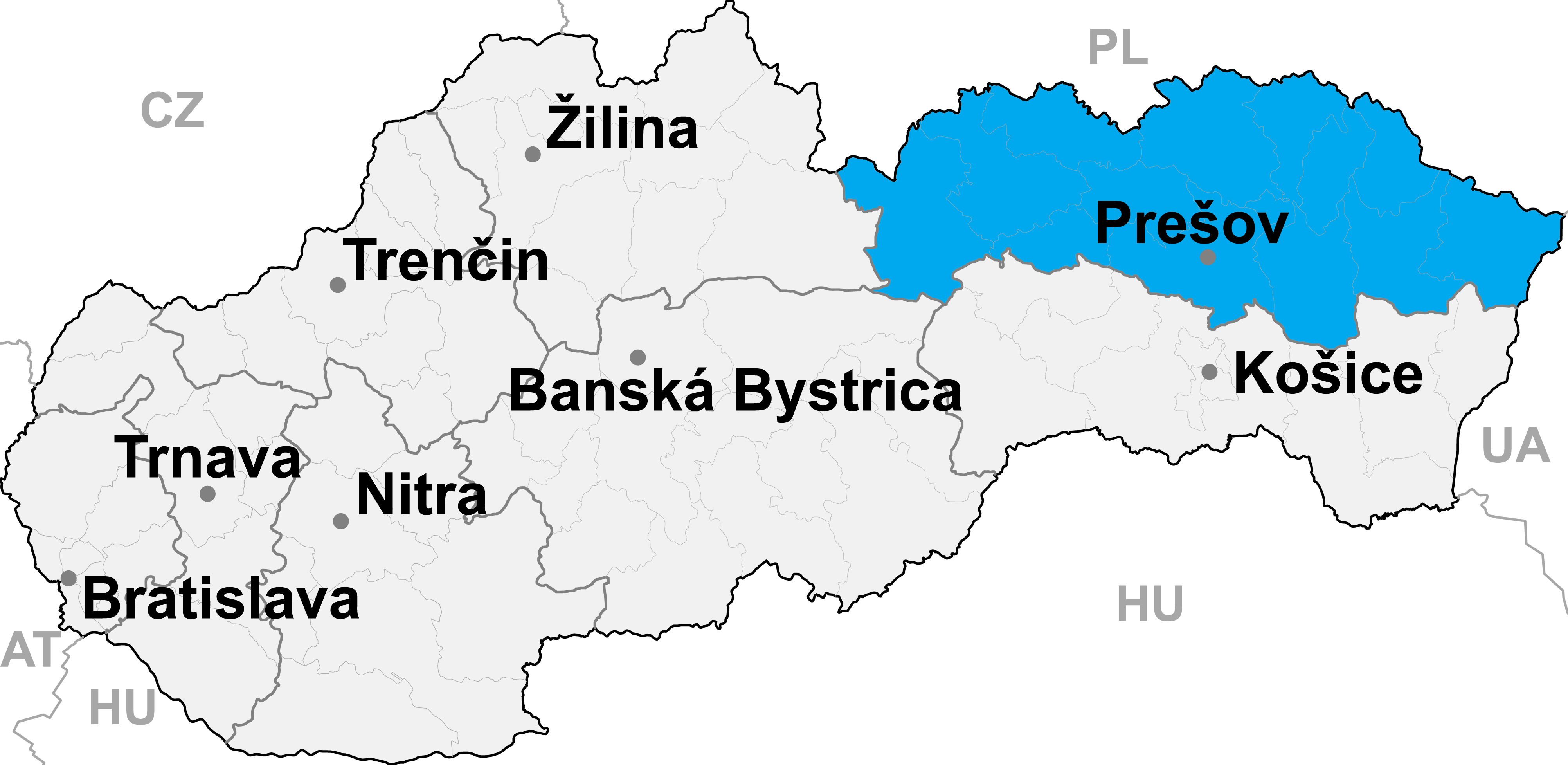

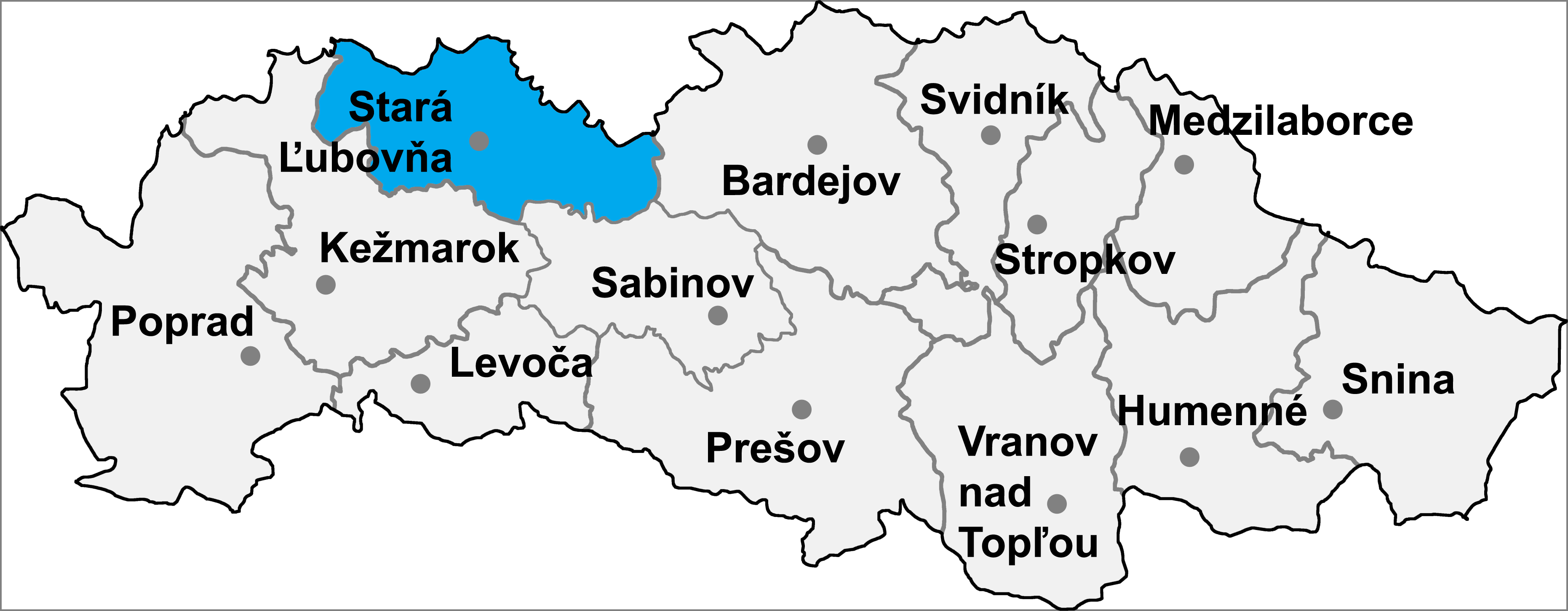

49°18′8″N 20°41′26″E / 49.30222°N 20.69056°E
舊柳博夫尼亞區，是斯洛伐克的一個區，位於該國東部，由普雷紹夫州負責管轄，面積624平方公里，2001年該區人口50,684，人口密度每平方公里81人。